# Jenner (sommet)
Pour les articles homonymes, voir Jenner.
Le Jenner est un sommet des Alpes, à 1 874 m d'altitude, dans les Alpes de Berchtesgaden, et particulièrement dans le chaînon du Göllstock, en Allemagne (Bavière).
Une télécabine (la Jennerbahn construite dans les années 1950 et rouverte en 2018) mène de Schönau am Königssee au sommet, destination prisée, qui offre des vues panoramiques sur le chaînon du Watzmann et le Königssee au-dessous. La station amont se trouve à environ 1 400 mètres ; dès lors il ne reste que quelques minutes de marche jusqu'à la cime. En partant du Jenner, il y a une multitude de chemins de randonnée dans le parc national de Berchtesgaden. La station de ski voisine, de taille moyenne, accueille un concours annuel en ski de montagne (le Jennerstier), organisé par le Club alpin allemand.

Vue panoramique depuis le sommet du Jenner : le sommet couronné de blanc sur la gauche est le Hohes Brett puis, en suivant la ligne d'horizon, le Schneibstein, le Fagstein, le Kahlersberg, le Funtenseetauern, le Schönfeldspitze, le Grosser Hundstod, la plus haute montagne visible le Watzmann à 2713 m, puis le Hochkalter, le Berchtesgadener Hochthron ; au centre, en bas, le Königssee.